# Caripeta angustioraria
Caripeta angustioraria är en fjärilsart som beskrevs av Alpheus Spring Packard 1876. Caripeta angustioraria ingår i släktet Caripeta och familjen mätare. Inga underarter finns listade i Catalogue of Life.